# Unified Font Object

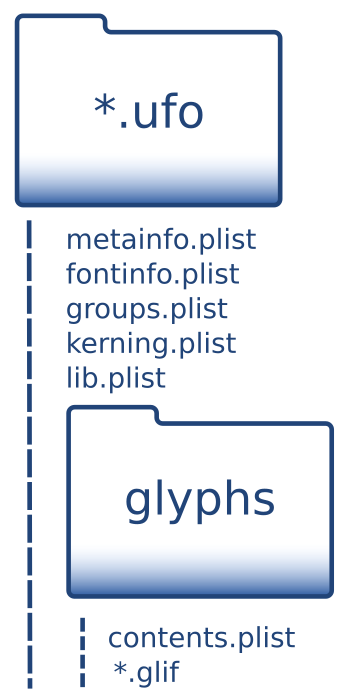
Estructura dels arxius dins el format .UFO de la versió 1

Unified Font Object (UFO) és un format que serveix per emmagatzemar les dades de les fonts tipogràfiques. És un format amb voluntat de ser basat en estàndards, a prova de futur, multiplataforma i multi-programari. UFO s'organitza en una carpeta principal d'extensió .ufo que conté els fitxers necessaris per a una font. Dins de la carpeta principal hi ha una gran quantitat de metadades i una carpeta secundaria plena d'arxius .glif, un per cada caràcter necessari. Les metadades de la carpeta principal són arxius .plist amb format XML property list.
El que caracteritza a UFO és que cada glif disposa d'un arxiu diferent.

## Característiques
Les dades han de ser independents del programari utilitzat, comprensibles i editables per humans (en lloc del codi binari). Es prioritari evitar la duplicació de dades. Aquestes característiques comporten que UFO sigui considerat un format ben recolzat, obert i neutre pel que fa a programaris. No és necessari un programari comercial en particular ni una plataforma en particular per utilitzar la font d'origen. Resulta de fàcil implementació i comprensió. En detriment s'ha observat la necessitat d'estandardització de les dades per part del dissenyador. Si es comet l'oblit en l'estandardització de dades quan es canvia de programari les dades poden ser llegides de manera incorrecta.

## Versions d'UFO
UFO ha estat desenvolupat i mantingut per Tal Leming, Just van Rossum i Erik van Blokland. Les característiques de cadascuna de les versions d'UFO poden ser revisades a aunifiedfontobject.org.

### UFO 1
És l'original, fou presentat a la conferència ATypI de l'octubre de 2004. Cada cop menys utilitzat.

### UFO 2
Versió del 2009, amb el suport més ampli per part del programari. Amb poques diferències respecte d'UFO 1. Encara no disposa d'algunes característiques bàsiques, com ara elements explícits d'ancoratge per als glifs.

### UFO 3
A partir del 2012, una versió molt millorada i ampliada. UFO3 introdueix suport estàndard per a capes, imatges, directrius, blocs de dades i identificadors únics.

### UFO 4
UFO 4 es troba en estat de desenvolupament.